# Opere di Attilio Bertolucci
(Attilio Bertolucci in una lettera a Vittorio Sereni, 1946)
Attilio Bertolucci è un poeta che la critica considera tra i grandi del Novecento italiano e la cui importanza è cresciuta a partire dagli anni Cinquanta. Le caratteristiche della sua poetica, per forme e contenuti, lo inseriscono nel filone della linea “antinovecentista” che parte da Saba per proseguire con Penna, Caproni, Giudici, richiamandosi da un lato ai crepuscolari e a Pascoli e, dall'altro, proponendo un modello alternativo alla poesia “pura” o “ermetica” del secondo Ungaretti, di Quasimodo, di Montale. Temi dominanti della poesia di Bertolucci sono il luogo d'origine, Parma, nei suoi aspetti cittadini e nel paesaggio della campagna, definiti sia attraverso la loro descrizione reale che nella loro dimensione simbolica, i legami affettivi con i familiari e gli amici, la natura. Le strutture metriche sono molto variabili e comprendono liriche brevi, con versi liberi o anche versi tradizionali variamente intrecciati, così come liriche più lunghe, che possono giungere fino al poemetto. La cifra costante della sua poesia, oltre alla citazione più o meno evidente di poeti come Pascoli e D'Annunzio, è la vocazione narrativa e la tendenza ad utilizzare espressioni ossimoriche; frequente anche l'attitudine interlocutoria con la quale Bertolucci si rivolge al lettore.

## Attività letteraria prima della seconda guerra mondiale
Bertolucci, dopo gli studi universitari a Bologna, comincia la sua attività di insegnante, proseguendo parallelamente la sua attività letteraria. A diciott'anni non ancora compiuti pubblica in duecento copie, grazie all'amico Alessandro Minardi che si fa per l'occasione suo editore, la prima plaquette poetica, Sirio (1929). Ciò che appare sorprendente è la precoce maturità complessiva della raccolta, maturità tecnica e d'esperienza esistenziale. Fra il 1932 e il 1933 Bertolucci compone, costretto a letto da una brutta pleurite, gran parte di Fuochi di Novembre la sua seconda raccolta pubblicata nel 1934.

### Sirio
La prima poesia di Sirio, composta nel 1925 da un Bertolucci non ancora quattordicenne. Si tratta di due quartine a rima incrociata (abba, cddc) e un distico finale a rima baciata (ee); i versi sono di lunghezza e ritmo variabili; dopo l'affascinante scenario iniziale, la misura guida nelle quartine è quella di ottonari non canonici con variazioni ritmico-accentuative, l'effetto complessivo, pur a partire da segmenti oggettivamente asincroni, è di un "raddrizzamento" ritmico incernierato su ogni fine di verso. Nel distico di chiusura, la massima distensione pacificatoria dell'endecasillabo, è subito scavalcata dall'ipermetria rallentante del verso finale. La furia del vento è riprodotta dattraverso un'efficace animalizzazione introduttiva e una serie di scorci, di natura e di uomini, sconvolti; fino al distico di chiusura, in cui il vento, improvvisamente, si placa e, attorno "uno stupore prende le cose".

Copertina della prima edizione di Sirio, 1929

### Fuochi in novembre
La seconda raccolta di Bertolucci è in gran parte legata ad un momento di difficoltà del poeta, ammalato seriamente di pleurite; essa viene recensita, oltre che da Alfonso Gatto e Sergio Solmi, anche da Eugenio Montale, il quale, pur con qualche perplessità di fondo, ne comprende la profonda differenza con la linea prevalente della poesia “pura” ed “ermetica”. Ma anche Giuseppe Ungaretti in una lettera del 17 luglio 1934 gli scrive che si tratta di un libro di “vera poesia” e che vorrebbe incontrarlo a Roma.

## Attività letteraria nel dopoguerra
Dopo la seconda guerra mondiale continua a collaborare per numerose riviste e assume la direzione della rivista aziendale Il gatto selvatico dell'ENI.
Inoltre continua a scrivere per altre riviste letterarie di Parma. Bertolucci, nel dopoguerra, si prepara a pubblicare un'ulteriore raccolta. Il 1951 è un anno "chiave" per lui, come poeta e come uomo: esce infatti la raccolta "La Capanna indiana", con la quale vince il premio "Viareggio"; e nel medesimo anno si trasferisce con la moglie a Roma affidando i figli temporaneamente ai nonni.

### La capanna indiana
La raccolta comprende una scelta delle due raccolte precedenti (ma Sirio è fortemente scorciata), più la sezione In un tempo incerto, legata al suo trasferimento a Roma, e il poemetto La capanna indiana, da cui prende il titolo. Con quest'opera Bertolucci vince il premio “Viareggio”, la cui giuria è presieduta da Eugenio Montale. In essa compare una vasta scelta da Sirio (14  testi), l'intera raccolta di Fuochi in novembre più una sezione completamente nuova "Lettera da Casa". Tra i lettori più intelligenti Pier Paolo Pasolini, ma anche Carlo Bo, Mario Luzi, Geno Pampaloni. 

### Viaggio d'inverno
La raccolta comprende testi composti a Roma tra il 1955 e il 1971, segnando dunque un distacco dalla città natale. Essa si articola in sei sezioni, ciascuna numerata e con un titolo: I pescatori, Verso Casarola, Il tempo si consuma, Per una clinica demolita, Viaggio d'inverno e Disperse. Sono numerosi i saggi e gli articoli che ne commentano l'uscita e al libro vengono anche assegnati i premi Etna-Taormina e Tarquinia-Cardarelli.

### La camera da letto
Già iniziato nel 1955, è un poema di impianto narrativo di 9728 versi liberi organizzati secondo una struttura abbastanza complessa. L'autore, scegliendo un genere classico ma poco praticato nella poesia contemporanea, racconta le vicende sue e della sua famiglia in due libri di tre parti ciascuno, con un titolo per ogni parte e un numero variabile di capitoli, a loro volta titolati e anche numerati. Il libro ottiene due riconoscimenti: il premio Biella e il premio Vallombrosa, oltre a diversi contributi critici importanti..

### Verso le sorgenti del Cinghio
La raccolta, che ottiene il premio Mondello, unisce a testi precedenti testi poetici nuovi. Il titolo viene ripreso nel componimento d'apertura, che richiama i momenti della gioventù trascorsa a Parma nel podere di Antognano, appunto presso il torrente Cinghio.

### La lucertola di Casarola
Ultima raccolta del poeta, che di nuovo mette insieme testi recenti e testi del passato, lasciando in Canzone triste in tre parti, il componimento di chiusura, una sorta di commiato ai lettori.